# De Vinne Press Building
El 
El De Vinne Press Building es un edificio de ladrillo en el distrito NoHo del bajo Manhattan, Nueva York (Estados Unidos). Está ubicado en 393-399 Lafayette Street en la esquina de East 4th Street. Fue construido en 1885-1886 y diseñada por la firma Babb, Cook & Willard en estilo neorrománico. Se hizo una adición al edificio en 1892. 

## Historia

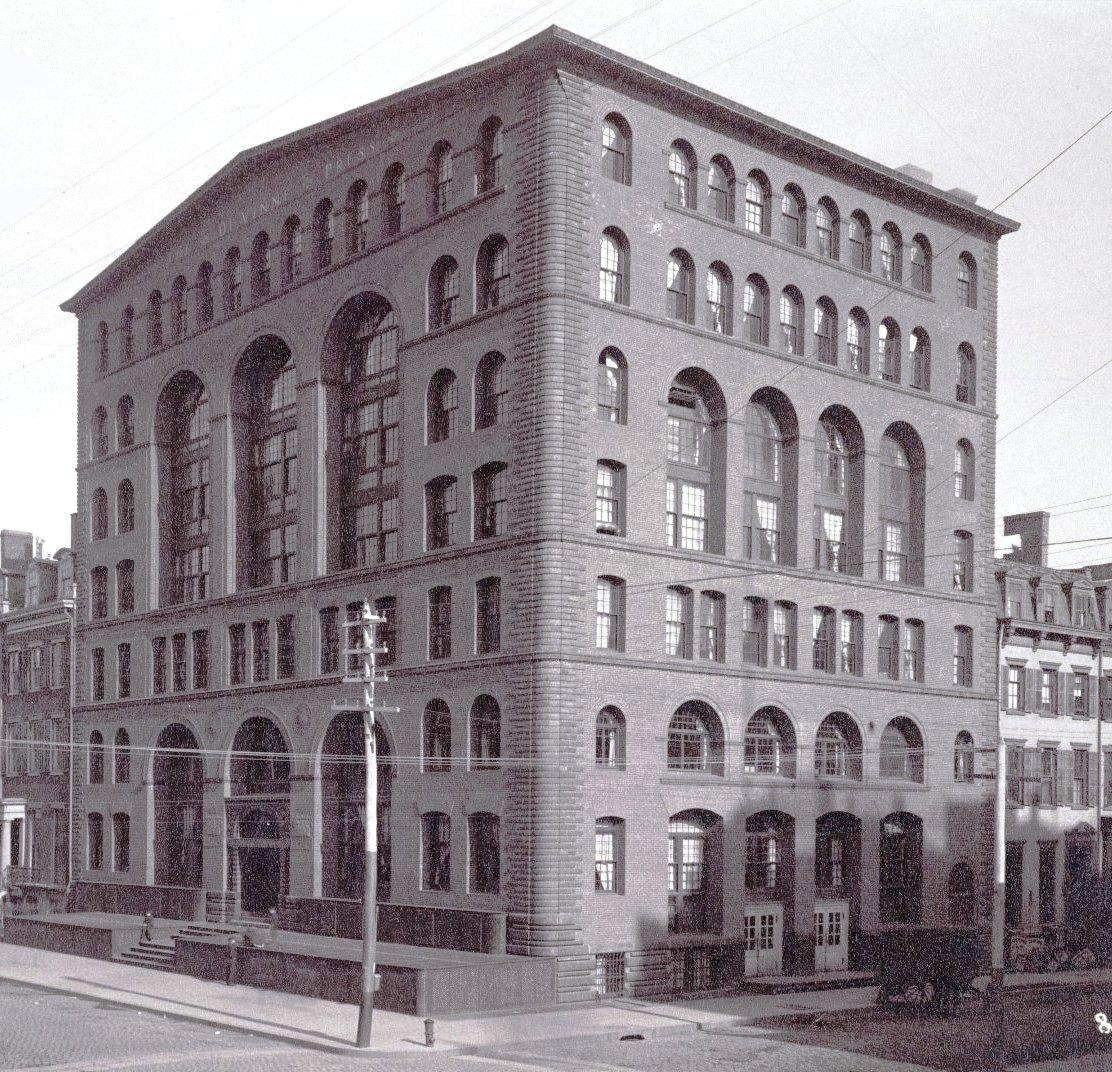
El edificio en los años 1890.

Theodore Low De Vinne, un destacado tipógrafo e impresor de Nueva York que fue uno de los nueve hombres que fundaron el Grolier Club (una organización dedicada a la historia de la imprenta), hizo construir el edificio para su imprenta. La prensa imprimió varias revistas estadounidenses líderes, incluidas St. Nicholas Magazine, Scribner's Monthly y The Century. De Vinne también escribió libros como The Invention of Printing, Correct Composition y Title Pages. De Vinne murió en febrero de 1914 y, en 1922, la empresa cesó sus operaciones.
En 1904, el arquitecto y crítico de arte Russell Sturgis dijo en Architectural Record que "Ninguna fotografía da el sentido completo de su grandeza, su amplitud y su masa. Más de una vez, los visitantes que se dirigían a verlo han sido detenidos repentinamente por una repentina sensación de su gran presencia". En 2003, el historiador de arquitectura Christopher Gray de The New York Times describió el edificio como "una de las obras de mampostería más sofisticadas de Nueva York, un tour de force de albañilería honestamente simple construida para una de las principales imprentas de hace un siglo".
Originalmente, la participación financiera de De Vinne en la propiedad estaba limitada al 25 por ciento y el resto estaba en manos de Roswell Smith, fundador de Century Company. Siete años después del cierre de la imprenta, los herederos de De Vinne vendieron su participación en el patrimonio de Smith en 1929. El edificio más tarde se convirtió en una fábrica de metalistería, y en 1938, la finca Smith vendió la propiedad a Walter Peek Paper Corporation. En 1982, Walter Peek vendió el edificio a Edwin Fisher. Ahora está ocupado por el Astor Center de 1021 m², propiedad de la familia Fisher. El Centro Astor contó con un salón de clases y un "área de comedor para degustaciones y cenas de vino".
A partir de 2014, el edificio albergaba a Astor Wines and Spirits (dirigida por Andrew Fisher, hijo de Edwin Fisher), André Balazs Properties, the Orchard (una empresa de distribución digital), el estudio fotográfico y productora Shootdigital, y Helpern Architects ( fundado por David Paul Helpern), entre otros.

### Estado de referencia
El edificio de prensa De Vinne fue designado un hito de la ciudad de Nueva York en 1966 y se agregó al Registro Nacional de Lugares Históricos en 1977.